# Mesetas
Mesetas là một khu tự quản thuộc tỉnh Meta, Colombia. Thủ phủ của khu tự quản Mesetas đóng tại Mesetas Khu tự quản Mesetas có diện tích 1980 ki lô mét vuông. Đến thời điểm ngày 28 tháng 5 năm 2005, khu tự quản Mesetas có dân số 11558 người.